# 嘉義市私立大同高級商業職業學校
嘉義市私立大同高級商業職業學校（英文：The  ChiaYi  Private  TATUNG  Commercial  High  School），簡稱大同高商、大同商職，是一所位於台灣嘉義市的高級商業職業學校，校地面積為1.0210公頃。該校因受少子化影響，於2015年停辦，2022年6月教育部國教署令學校需完成解散的法律程序。

## 校史
- 1958年6月該校前任董事長朱榮貴先生發起創辦。
- 1961年10月奉臺灣省政府教育廳核准立案，暫借嘉義大同國民學校開學上課。
- 1963年申請改制創辦大同商專奉准立案。
- 1968年奉令停辦初級部。
- 1970年更名為嘉義縣私立大同高級商業職業學校。
- 1982年7月嘉義市改制為省轄市，隨同行政區域之改隸變更校名為嘉義市私立大同高級商業職業學校。
- 1987年8月增設延教班，（1995年9月更名為實用技能班）修業期限三年，夜間上課。
- 2015年7月31日停辦，校方已向教育部申報停辦[4]。

## 資料來源
1. ↑  .   [2021-08-31]. （原始内容存档于2021-08-31）.
2. ↑  .   [2021-08-31]. （原始内容存档于2021-08-31）.
3. ↑  明召開第6場私校退審會 教育部：已有5校要解散、4校停辦 （页面存档备份，存于），自由時報，2022-10-27
4. ↑  魯永明,〈大同高商吹熄燈號 未來轉型基金會〉未來轉型基金會 （页面存档备份，存于）,聯合報,2015-06-03